# Sikke Doele
Sikke Doele (Heerenveen, 1 februari 1942 - Leeuwarden, 29 juni 2002) was een Nederlandse schrijver en dichter, wiens literaire werk in het Fries verscheen. Hij was tevens kunstcriticus voor de Leeuwarder Courant.

## Leven
Sikke Doele was een zoon van Grietje Doele-Bokma en Halbe Doele, een van de oprichters van het tijdschrift De Stiennen Man en van de volkshogeschool Schylgeralân op Terschelling, waarvan hij tevens de eerste directeur werd. Sikke Doele groeide op op dit eiland, dat in zijn literaire werk een grote rol zou spelen. Na de HBS in Leeuwarden studeerde hij aan de Rietveldacademie in Amsterdam. In 1966 werd hij kunstcriticus bij de Leeuwarder Courant, die mede op zijn initiatief een kunstredactie kreeg en een kunstbijlage bij de krant opnam. Hij zou zo'n dertig jaar aan het dagblad verbonden blijven. In die tijd bouwde hij de reputatie op van een gedegen onderlegde en scherpzinnige waarnemer, met veel oog voor details, die vrijwel altijd mild van toon was, maar die de spaarzame keren dat hij dat nodig achtte ook zeer fel kon zijn.
Sikke Doele overleed op 29 juni 2002 op 60-jarige leeftijd te Leeuwarden. Hij werd begraven op het kerkhof van het Terschellinger dorp Hoorn.

## Werk
Doele's eerste verhaal dat werd gepubliceerd was In frou mei in blau kofferke, dat in 1965 verscheen in een speciaal jongerennummer van het literaire tijdschrift De Tsjerne. In datzelfde jaar werden twee Nederlandstalige gedichten van hem opgenomen in het tijdschrift Podium. In 1971 kreeg hij voor zijn Friestalige gedicht High priest & first monk een Rely Jorritsmapriis. Vijf jaar later werd in De Strikel het vers Houliksreis gepubliceerd. In 1976 verscheen zijn eerste dichtbundel, It swiet geniet. Daarna leek zijn literaire inspiratie opgedroogd te zijn, totdat in 1999 de verhalenbundel De gouden teeman uitkwam, die door recensenten goed werd ontvangen. Hierop volgde de korte roman De messeslikker (2001). Na zijn overlijden verschenen de dichtbundel Longereilân ("Hunkereiland") (2002) en It apparaat (2003), een verzameling verhalen. In 2004 werd nog Swartwite tiden gepubliceerd, een collectie jazzfoto's gemaakt door zijn broer Piter Doele, waarbij Sikke de teksten schreef.

## Thema's en stijl
Een belangrijk thema in het werk van Doele zijn de jaren vijftig en zestig van de twintigste eeuw, waarvan hij met weinig middelen effectief de sfeer weet op te roepen. Het opgroeien in een gezin waarin Fries-zijn een grote rol speelde en het verliezen van de kinderonschuld komen aan bod in It apparaat, met een openheid die in de Friese literatuur opmerkelijk genoemd mag worden. Zowel in Doele's proza als in zijn gedichten keert Terschelling vaak terug. Zijn roman De messeslikker speelt zich af tijdens een zomervakantie in de jaren zestig op dit eiland. Doele's gedichtenbundel Longereilân is wel als een "poëtische liefdesbetuiging" aan Terschelling omschreven.
Doele schreef in een losse en vlotte stijl, met een milde humor. Over It apparaat schreef Elske Schotanus in 2003 in een recensie: "Voor alle deelnemers aan schrijfcursussen zouden deze verhalen verplicht op de literatuurlijst kunnen: alledaagse en herkenbare gebeurtenissen weet Doele om te smeden tot hechte en helder geconstrueerde verhalen, aangenaam om te lezen en van te genieten".

## Publicaties
- 1977: It swiet geniet (gedichten)
- 1999: De gouden teeman (verhalenbundel)
- 2001: De messeslikker (roman)
- 2002: Longereilân (gedichten)
- 2003: It apparaat (verhalenbundel)
- 2004: Swartwite tiden (teksten bij jazzfoto's van zijn broer Piter Doele)

## Prijzen
- 1971: Rely Jorritsmapriis voor het gedicht High priest & first monk